# Rapper's Delight
Singles de The Sugarhill Gang
"Eighth Wonder"
(1980)
Rapper's Delight est une chanson du groupe américain The Sugarhill Gang, composée sur la trame du titre Good Times de Chic.
Sorti en septembre 1979, Rapper's Delight est considéré comme le premier titre de rap à avoir atteint une renommée internationale. Les ventes du disque, qui s'est notamment classé 36e du Billboard Hot 100 et 3e du UK Singles Chart, sont estimées à plus de 10 millions d'exemplaires. Le magazine musical Rolling Stone a retenu Rapper's Delight dans sa liste des « 500 plus grandes chansons de tous les temps ». Le morceau figure au Registre national des enregistrements de la Bibliothèque du Congrès américain et est introduit au Grammy Hall of Fame en 2014.

## Genèse du morceau
La chanteuse de rhythm and blues Sylvia Robinson découvre le rap en juin 1979 à New York, lors d'une soirée dans laquelle se produit Lovebug Starski,. Elle anticipe le potentiel commercial de cette musique et cherche à signer des rappeurs sur son label Sugar Hill Records. Mais à cette époque, le hip-hop est joué uniquement en live lors de block parties et soirées, et elle ne parvient pas à convaincre les pionniers du genre d'enregistrer pour elle,. Par l'intermédiaire de son fils Joey, Robinson recrute Henry Jackson (Big Bank Hank), Guy O'Brien (Master Gee) et Michael Wright (Wonder Mike), et leur propose de signer un contrat discographique,. Le trio d'amateurs assemblé pour l'occasion n'est jamais monté sur scène, il est baptisé The Sugarhill Gang en référence au label.

## Paroles et musique
Rapper's Delight est le premier titre du groupe, enregistré pour un budget de 750 dollars. Le morceau reprend l'instrumentation du titre Good Times de Chic. Il n'est pas constitué de samples de la chanson originale, la musique étant réinterprétée en studio par Positive Force, un groupe funk signé sur le label Sugar Hill Records,,. Ce procédé sera plus tard baptisé « replay ». Rapper's Delight inclut huit mesures de la ligne de basse et huit mesures comportant une guitare rythmique et un clavier. Robinson suggère aux rappeurs d'intervenir à tour de rôle, influençant la structure du titre qui, contrairement à la plupart des chansons populaires, n'alterne pas couplets et refrain,.
En 2000, Michael Wright (Wonder Mike) décrit les paroles de Rapper's Delight comme « assez légères » (« It wasn't too heavy. ») et affirme que son intention était surtout de dépeindre le groupe prenant du bon temps (« What I wanted to portray was three guys having fun. »). Cette approche leur vaut des critiques du milieu rap, qui déjà à l'époque aborde des thèmes sociaux dans ses paroles.

## Classements et chiffres de ventes
La chanson sort d'abord sous la forme d'un maxi 45 tours. Sa durée dépasse les 14 minutes, ce qui ne dissuade pas les radios spécialisées dans la musique noire de la diffuser. Le label édite néanmoins une version single dont le format est plus adapté au marché grand public.
Rapper's Delight atteint la 4e place du classement R&B. Il entre au Billboard Hot 100 en novembre 1979 et se classe 36e en janvier 1980, devenant ainsi le premier single de rap à figurer dans le top 40 américain,. Le morceau est un succès mondial, il se classe 3e des ventes au Royaume-Uni et en Allemagne, et 1er du hit parade canadien établi par le magazine RPM. Il figure dans le top 10 d'autres pays, dont Israël et l'Afrique du Sud.
Aux États-Unis, Sugarhill Gang vend plus de deux millions de disques en quelques mois. Rapper's Delight est alors le maxi 45 tours le plus vendu de tous les temps. En 30 ans, les ventes dépassent les 10 millions d'exemplaires dans le monde. Les membres du groupe affirment que les royalties sur ces ventes ne leur ont pas été intégralement versées,.
En France, le titre s'est vendu à 623 000 exemplaires.

### Classements hebdomadaires
| Classement (1979-80)                   | Meilleure place |
| -------------------------------------- | --------------- |
| Allemagne (Media Control AG)           | 3               |
| Autriche (Ö3 Austria Top 40)           | 3               |
| Belgique (Flandre Ultratop 50 Singles) | 2               |
| Suisse (Schweizer Hitparade)           | 2               |
| Suède (Sverigetopplistan)              | 2               |
| France (IFOP)                          | 6               |
| Irlande (Irish Singles Chart)          | 14              |
| Norvège (VG-lista)                     | 2               |
| Nouvelle-Zélande (RMNZ)                | 18              |
| Pays-Bas (Single Top 100)              | 2               |
| États-Unis (Billboard Hot 100)         | 36              |

## Réception et portée historique
Avant la sortie de Rapper's Delight, le rap est un genre musical naissant, pratiqué dans l'arrondissement new yorkais du Bronx,,. Des MC's, connus à l'échelle locale, expérimentent longuement lors de soirées, mais n'envisagent pas de décrocher un contrat discographique. Selon Kurtis Blow, le succès soudain de Sugarhill Gang a suscité une certaine animosité à leur égard, les rappeurs du Bronx se sentant « plagiés » par des nouveaux venus, inconnus dans le milieu, et qui plus est originaires du New Jersey (« The guys who had been doing this thing sort of felt like they were being ripped off. »). Il reconnaît néanmoins que Sugarhill Gang a ouvert la voie du succès commercial à la première génération de rappeurs. Le journaliste musical Harry Allen estime que le disque a bouleversé le paysage musical et rendu possible l'explosion du rap (« It made everything else possible. »).
Le disque de Sugarhill Gang sort peu après le single You're My Candy Sweet du groupe funk Fatback Band. Celui-ci comprend en face-B le titre King Tim III (Personality Jock), qui est considéré comme le premier rap jamais édité,. Michael Wright (Wonder Mike) ne remet pas en cause ce statut. Il considère que Sugarhill Gang n'a pas inventé le rap, mais est responsable de son tout premier hit (« We didn’t invent rap music. We had the first hit. »).
Lors de sa sortie, la chanson est nommée « disque de l'année » par la National Association of Recording Merchandisers (NARM). Elle fait partie du NPR 100, la liste des « œuvres musicales américaines les plus importantes du XXe siècle » selon la station de radio publique National Public Radio. Le titre apparaît à la 251e place dans la liste des « 500 plus grandes chansons de tous les temps » établie en 2004 par le magazine musical Rolling Stone, et en 2de position dans la liste des « 50 plus grandes chansons de hip-hop » publiée par le magazine en 2012. La même année, le titre est sélectionné pour figurer au Registre national des enregistrements (National Recording Registry) de la Bibliothèque du Congrès américain. Il fait partie des morceaux introduits au Grammy Hall of Fame par la Recording Academy en 2014.

## Paternité du morceau
Lors de sa sortie, le morceau est en partie crédité à Sylvia Robinson. Nile Rodgers, qui a coécrit Good Times avec Bernard Edwards, apprend l'existence de Rapper's Delight dans un night club de Manhattan. Les deux musiciens du groupe Chic menacent d'attaquer le label en justice, mais un règlement hors-tribunal est finalement négocié. Ils sont depuis reconnus comme les auteurs du morceau,. De nos jours, Nile Rodgers reprend des lignes de Rapper's Delight sur scène lorsqu'il joue Good Times avec son groupe, systématiquement à la fin de ses concerts.
Les paroles de Rapper's Delight ont provoqué l'une des premières controverses entre artistes du milieu hip-hop. Curtis Fisher (dit Grandmaster Caz, anciennement Casanova Fly), un rappeur old school faisant partie du groupe Cold Crush Brothers, affirme être l'auteur des paroles délivrées par Henry Jackson (Big Bank Hank),. Ce dernier était le manager du groupe Mighty Force, auquel Curtis Fisher appartenait à l'époque,,. Fisher affirme avoir prêté à Jackson son cahier de rimes avant que celui-ci enregistre Rapper's Delight avec Sugarhill Gang et l'avoir autorisé à utiliser ses paroles en espérant une rétribution. Fisher n'a jamais été crédité,,.

## Reprises et parodies

### Reprises
Le morceau de Sugarhill Gang a été repris par Def Squad en 1998. Les Beastie Boys l'ont samplé sur Triple Trouble, sorti en 2004. Il a inspiré Wicked Rapper's Delight de Insane Clown Posse et Goin' Down d'Ol' Dirty Bastard. Le refrain est également repris en yaourt dans la chanson The Ketchup Song (Aserejé) du groupe espagnol Las Ketchup. En 2009, un remix de Rapper's Delight par Dan the Automator illustre une campagne de publicité de la marque Évian. La chanson "Rapper's Delight" a également été reprise pour une pub de "Paco Rabanne".

### Parodies
Dès le début des années 1980, la chanson est parodiée par différents interprètes. Elle est notamment adaptée en espagnol par l'humoriste vénézuélien Perucho Conde (sous le titre La Cotorra Criolla) et par l'acteur mexicain Memo Ríos (sous le titre Memo Cotorreo). En Allemagne, un trio d'animateurs de radio baptisé G.L.S.-United l'adapte sous le titre Rapper's Deutsch. En 1998, l'actrice Ellen Albertini Dow, alors octogénaire, chante un extrait de Rapper's Delight dans la comédie Wedding Singer. La scène, qui dépeint la fête commémorant le 50e anniversaire de mariage du personnage interprété par Dow, figure dans la bande-annonce et contribue au succès du film. En 2014, l'équipe du Tonight Show utilise des images tirées de journaux télévisés de NBC News afin de réaliser un montage dans lequel les présentateurs Brian Williams et Lester Holt interprètent Rapper's Delight.